# 27 decembrie
ianuarie • februarie • martie  • aprilie  • mai  • iunie  • iulie  • august  • septembrie  • octombrie  • noiembrie  • decembrie
27 decembrie este a 361-a zi a calendarului gregorian și a 362-a zi în anii bisecți. Mai sunt 4 zile până la sfârșitul anului.

## Evenimente

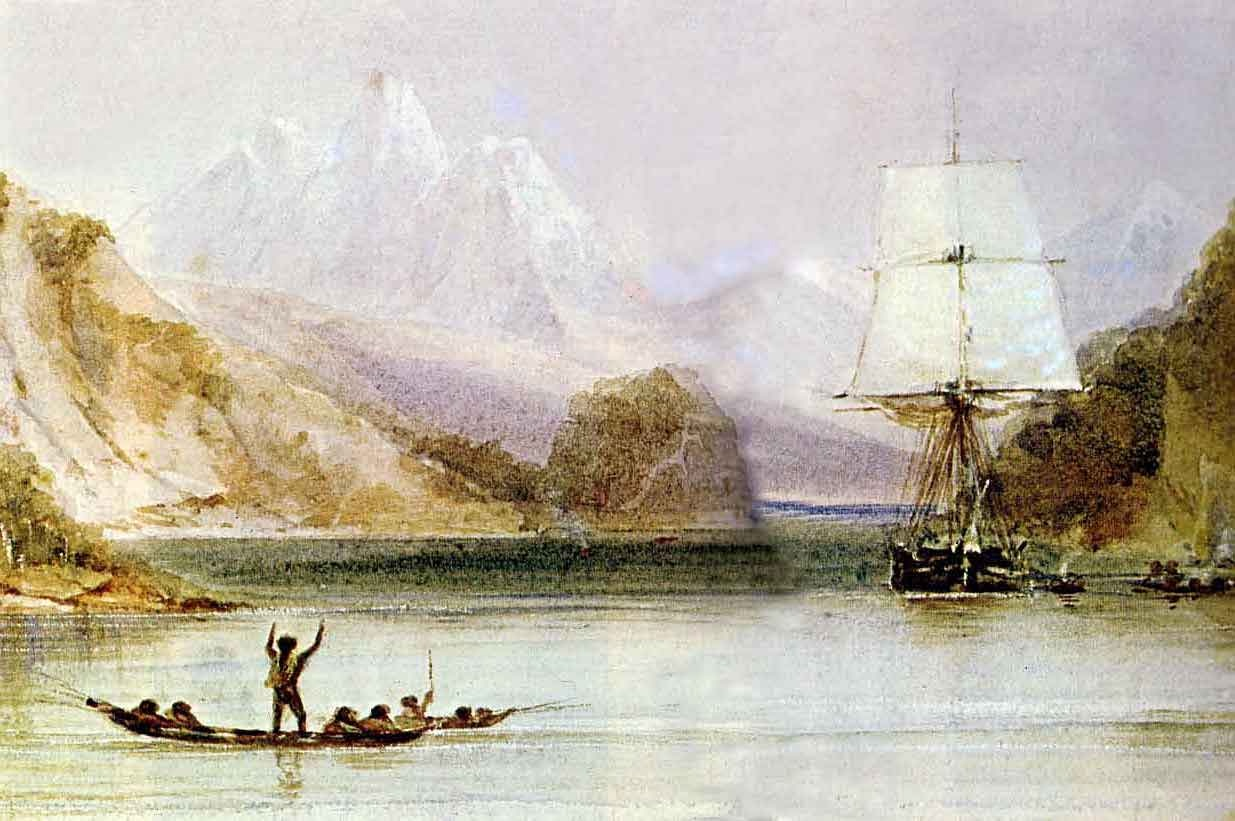
1831: Charles Darwin a început a doua călătorie în America de Sud la bordul navei regale HMS Beagle. Acuarelă desenată de desenatorul tehnic de pe HMS Beagle, Conrad Martens. Pictată în timpul explorărilor din Țara Focului, ea reprezintă pe băștinași salutând vasul Beagle.

- 0537: A fost inaugurată Biserica Hagia Sofia din Constantinopol, devenită în 1453 moschee, în 1935 muzeu și în 2020 înapoi moschee.
- 1391: Prima mențiune documentară a „logofătului” (șeful cancelariei domnești) în Țara Românească.
- 1512: Coroana spaniolă elaborează Legile de la Burgos, menite să regelementeze comportamentul coloniștilor față de băștinașii din Lumea Nouă.
- 1587: Sigismund al III-lea Vasa este încoronat rege al Poloniei. Va domni 45 de ani și va rămâne în istorie drept o figură extrem de controversată.
- 1784: Răscoala țărănească condusă de Horia, Cloșca și Crișan, izbucnită la 2 noiembrie 1784. Horea și Cloșca sunt prinși în pădurea Scorușet din munții Gilăului, apoi închiși la Alba-Iulia.
- 1806: Constantin Ipsilanti revine la București. El organizează o oaste destinată să-i permită realizarea planului său, de constituire a unui regat al Daciei format din Moldova, Țara Românească și Serbia.
- 1816: A avut loc la Iași din inițiativa lui Gheorghe Asachi primul spectacol de teatru în limba română: "Mirtil și Hloe", pastorala într-un act.
- 1831: Charles Darwin a început a doua călătorie în America de Sud la bordul navei regale HMS Beagle.
- 1918: Discursul pianistului Ignacy Paderewski a declanșat Insurecția din Polonia Mare.
- 1945: Înființarea Băncii Europene pentru Reconstrucție și Dezvoltare (BERD) și a Fondului Monetar Internațional (FMI), ca urmare a Conferinței monetare și financiare a ONU de la Bretton–Woods (1–12.07.1945). România a devenit membră a celor două organisme financiare la 15 dec 1972.
- 1978: În Spania se instaurează democrația după 40 de ani de regim dictatorial.
- 1983: Papa Ioan Paul al II-lea îl vizitează pe Mehmet Ali Ağca în închisoare din Rebibbia și îl iartă personal pentru atacul din 1981 asupra lui în Piața Sf. Petru.
- 1985: Gherilele palestiniene au ucis 20 de persoane în aeroporturile din Roma și Viena.
- 1991: A fost deschis, pentru public, Muzeul Național Cotroceni, înființat la 10 iulie 1991.
- 1995: Armata guvernamentală bosniacă și forțele sârbilor bosniaci evacuează pozițiile–cheie de pe linia frontului din jurul orașului Sarajevo.
- 2000: Cu ocazia împlinirii a 2000 de ani de creștinism și a sfârșitului de mileniu, Banca Națională a României a pus în circulație o monedă comemorativă din aur, având un tiraj de numai 1.000 de exemplare.
- 2004: Radiația de la o explozie pe magnetarul SGR 1806-20 ajunge pe Pământ. Este cel mai strălucitor eveniment extrasolar despre care se știe că a fost văzut pe planetă.
- 2007: Revolte izbucnesc în Mombasa, Kenya, după ce Mwai Kibaki este declarat câștigător al alegerilor prezidențiale, declanșând o criză politică, economică și umanitară.
- 2020: Țările Uniunii Europene încep campania masivă de vaccinare împotriva COVID-19.[1]

## Nașteri
- 1459: Regele Ioan Albert al Poloniei (d. 1501)
- 1571: Johannes Kepler, astronom și astrolog, cel care a descoperit că Pământul și planetele se mișcă în jurul Soarelui, pe orbite eliptice (d. 1630)
- 1715: András Adányi, scriitor, poet și călugăr iezuit maghiar (d. 1795)

Johannes Kepler, astronom și astrolog german
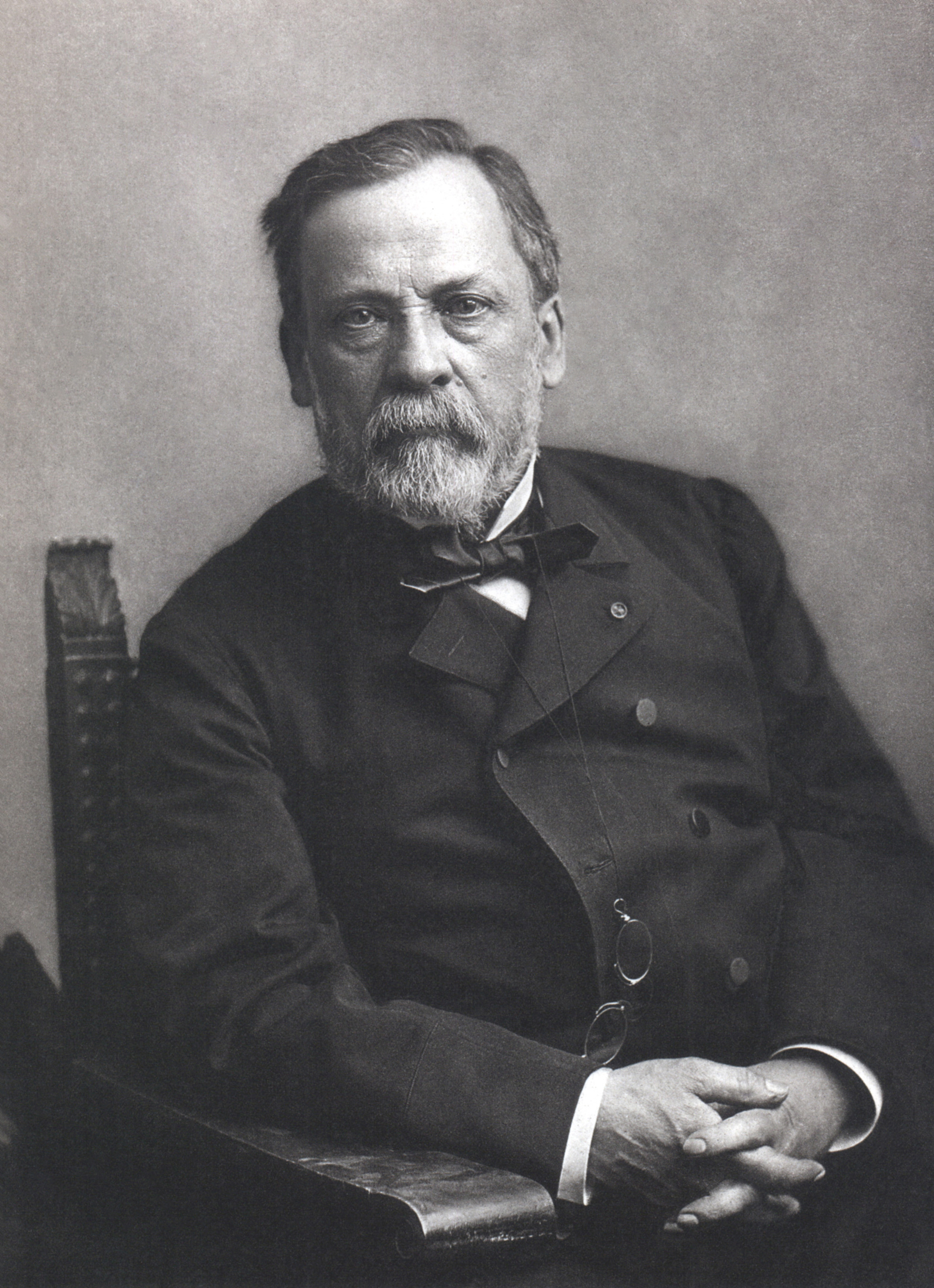
Louis Pasteur, chimist și biolog francez
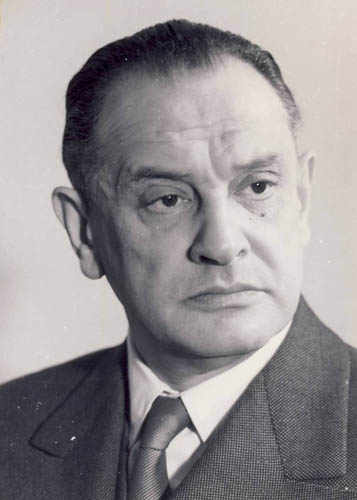
Tudor Vianu, poet, estetician și filozof român

- 1717: Papa Pius al VI-lea (d. 1799)
- 1771: Marc Dax, neurolog francez (d. 1837)
- 1821: Jane Wilde, poetă irlandeză (d. 1896)
- 1822: Louis Pasteur, chimist și biolog, membru al Academiei Franceze (d. 1895)
- 1832: Pavel Mihailovici Tretiakov, critic și umorist rus, fondatorul Galeriei de artă plastică care îi poartă numele (d. 1898)
- 1879: Sydney Greenstreet, actor englez (d. 1954)
- 1897: Tudor Vianu, poet, estetician și filozof român, membru al Academiei Române; a fost director general al Comisiei Naționale pentru UNESCO, director general al Bibliotecii Academiei Române, director al Teatrului Național din București (d. 1964)
- 1901: Marlene Dietrich, figură legendară a cinematografului, actriță de film, teatru, music–hall, operetă, cântăreață (d. 1992)
- 1925: Moshe Arens, politician israelian (d. 2019)
- 1929: Philippe Curval,  jurnalist și scriitor de science-fiction francez (d. 2023)
- 1931: John Charles, fotbalist galez (d. 2004)
- 1934: Larisa Latînina, gimnastă sovietică
- 1939: John Amos, actor american (d. 2024)
- 1943: Joan Manuel Serrat, cantautor catalan
- 1948: Gerard Depardieu, actor francez

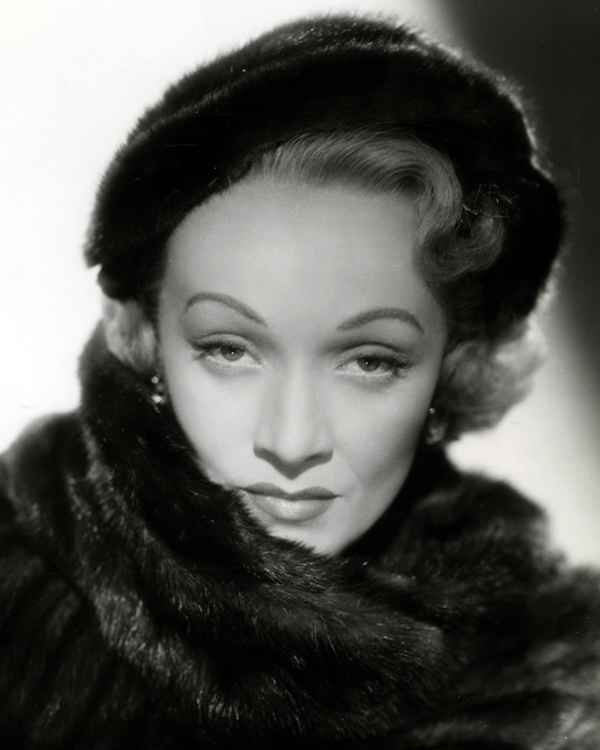
Marlene Dietrich, actriță germană
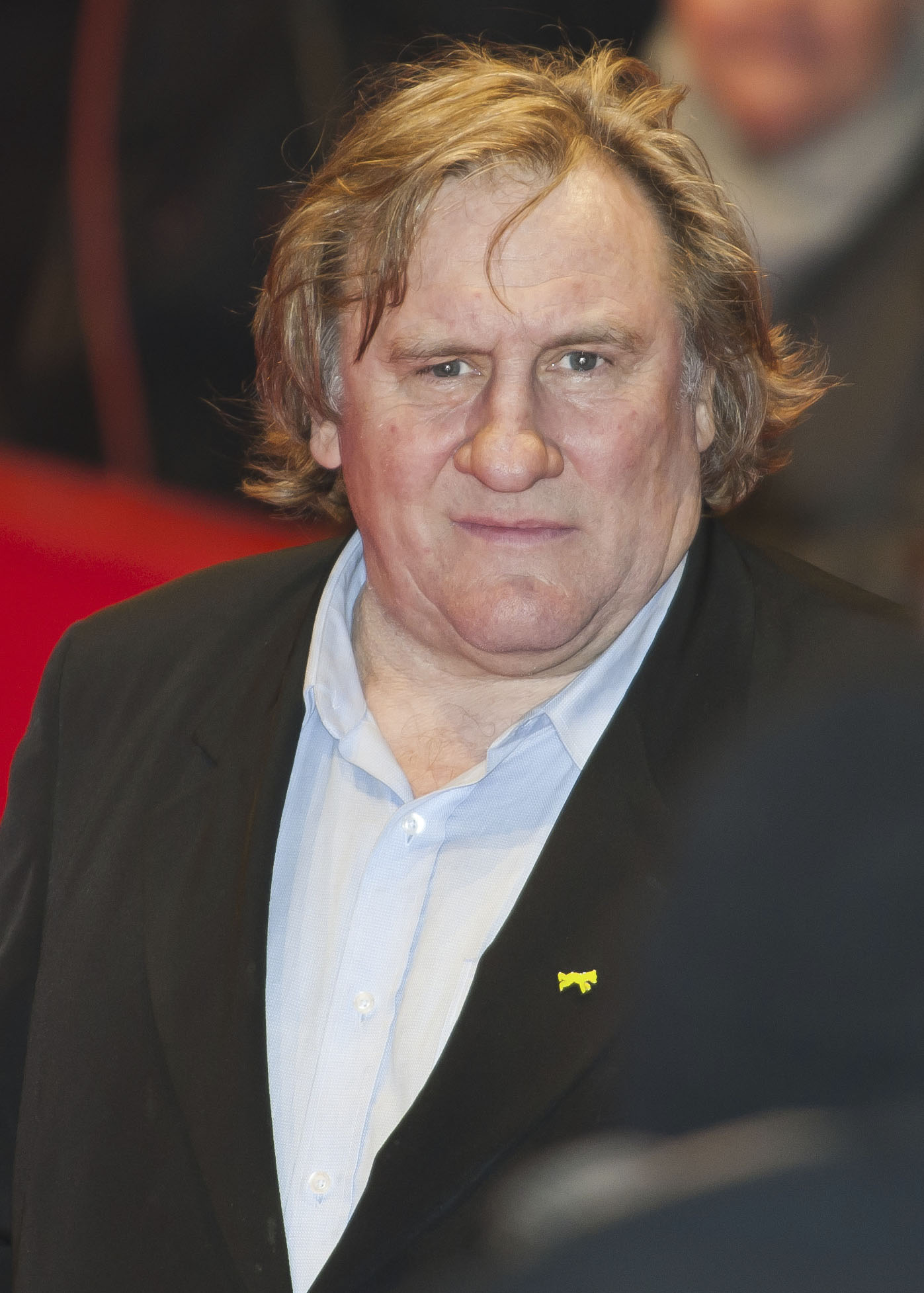
Gerard Depardieu, actor francez
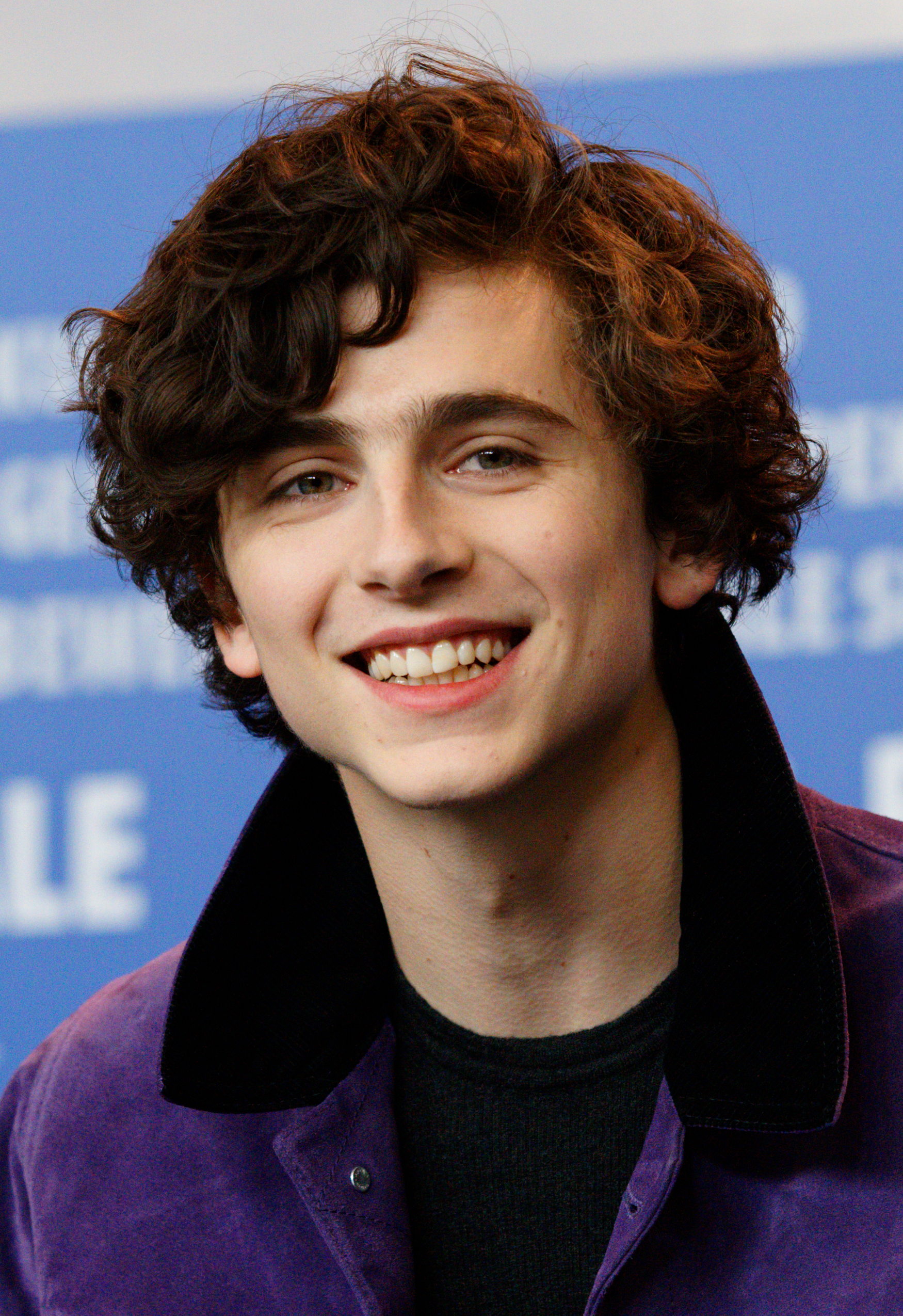
Timothée Chalamet, actor american

- 1956: Doina Melinte, atletă română
- 1961: Carmen Felicia Tănăsescu, profesor de fizică și senator
- 1965: Salman Khan, actor indian
- 1966: Masahiro Fukuda, fotbalist japonez
- 1967: Attila Kovacs, politician român
- 1967: Aurelian Roșca, antrenor român de handbal
- 1969: Jean-Christophe Boullion, pilot de curse francez
- 1971: Duncan Ferguson, fotbalist scoțian
- 1975: Heather O'Rourke, actriță americană (d. 1988)
- 1981: Emilie de Ravin, actriță australiană
- 1990: Miloš Raonić, jucător canadian de tenis
- 1993: Naser Aliji, fotbalist albanez
- 1995: James Cahill, jucător englez de snooker
- 1995: Timothée Chalamet, actor american
- 1997: Ștefania Stănilă, gimnastă română

## Decese
- 1585: Pierre de Ronsard, poet francez, principal reprezentant al Pleiadei (școală literară franceză din secolul XVI) (n. 1524)
- 1663: Christine Marie a Franței, regentă a Savoiei, fiica regelui Henric al IV-lea al Franței (n. 1606)
- 1894: Francisc al II-lea al Celor Două Sicilii (n. 1836)

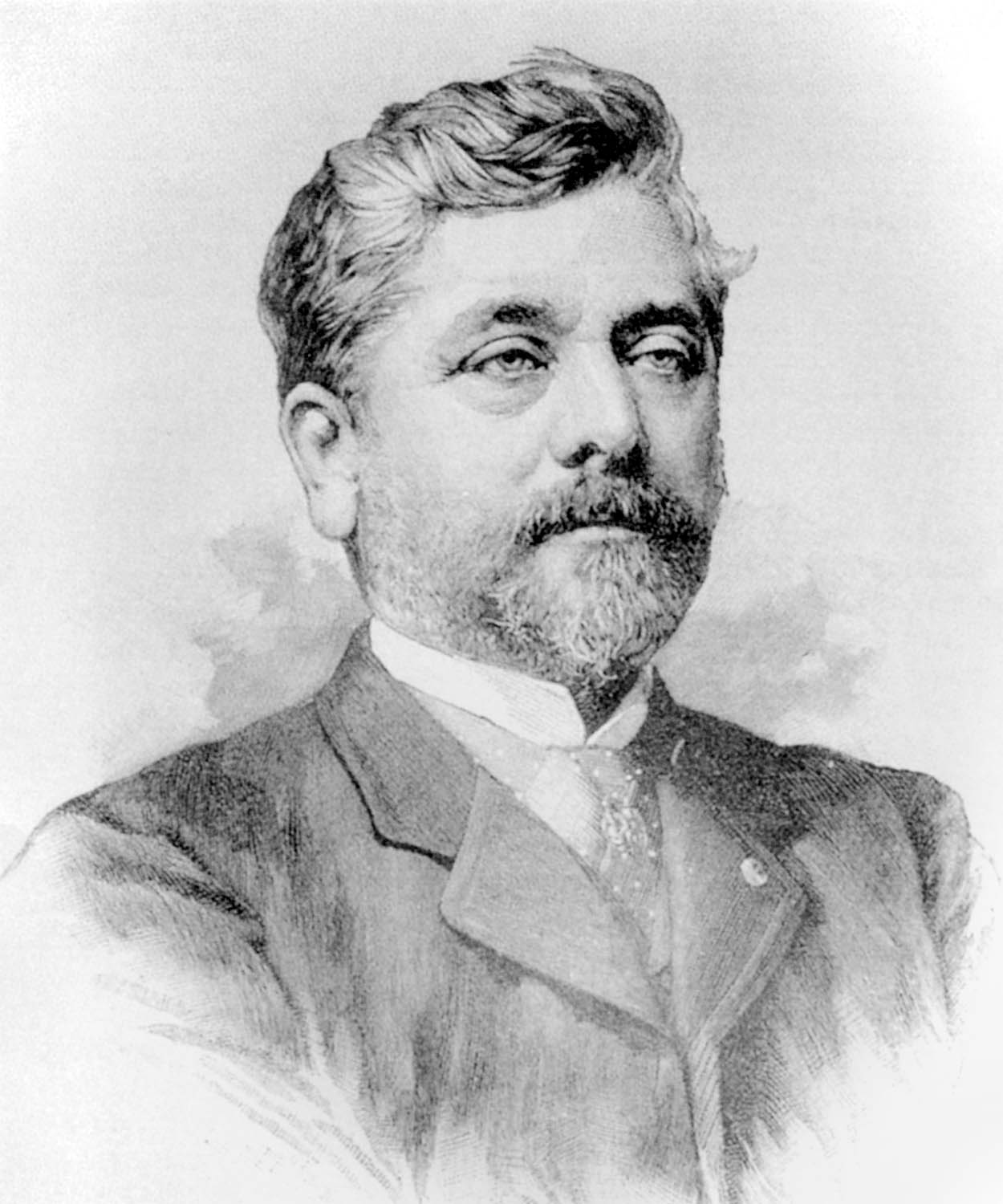
Gustave Eiffel, inginer francez
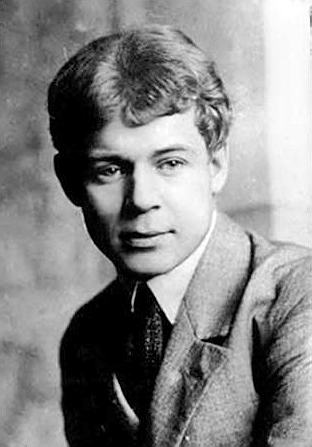
Serghei Aleksandrovici Esenin, poet rus
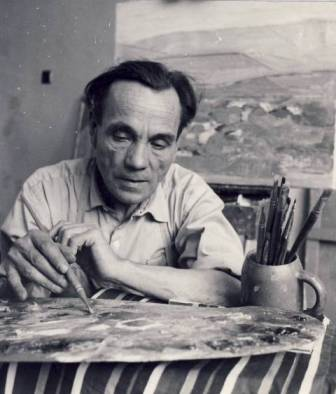
Alexandru Ciucurencu, pictor român

- 1913: Infanta Antónia a Portugaliei, fiica reginei Maria a II-a a Portugaliei și mama regelui Ferdinand al României (n. 1845)
- 1923: Gustave Eiffel, inginer francez (n. 1832)
- 1944: Sára Salkaházi, călugăriță maghiară, dreaptă între popoare (n. 1899)
- 1962: Erwin Wittstock, scriitor sas (n. 1899)
- 1977: Alexandru Ciucurencu, pictor român, membru corespondent al Academiei Române (n. 1903)
- 1993: Peter Paulhoffer, actor german născut în România (n. 1941)
- 1996: Nicolae Militaru, general și politician român (n. 1925)
- 2003: Alan Bates, actor englez (n. 1934)
- 2006: Peter Hammer, matematician american născut în România (n. 1936)
- 2007: Benazir Bhutto, politician pakistanez (n. 1953)
- 2016: Carrie Fisher, actriță americană (n. 1956)
- 2016: Claude Gensac, actriță franceză (n. 1927)
- 2020: William Link, scenarist și producător de televiziune american (n. 1933)
- 2021: Victor Socaciu, solist vocal folk–pop, instrumentist român (n. 1953)
- 2022: Jo Mersa Marley, artist reggae jamaican (n. 1991)
- 2023: Jacques Delors, politician francez (n. 1925)
- 2024: Olivia Hussey, actriță britanică (n. 1951)

## Sărbători
- Sf. Ap. Întâiul Mucenic și Arhidiacon Ștefan (calendarul creștin-ortodox)
- Sf. Ioan (calendarul romano-catolic)
- A III-a zi de Crăciun. Sf. Ștefan, protomartir. Cuv. Teodor Mărturisitorul (calendarul greco-catolic)